# Colley Bailey
Colley Bailey (Mountain Home, ...) è un attore statunitense.

## Filmografia

### Film
- Valley Inn (2014)
- Donner Pass (2012)
- Madison County (2011)

### Cortometraggi
- Newbie Zombies (2008)